# Янтарь-4КС1М
Янта́рь-4КС1М (Индекс ГУКОС — 17Ф117, код проекта — «Неман») — серия советских спутников видовой разведки, модификация и дальнейшее развитие космических аппаратов (КА) серии Янтарь-4КС1 («Терилен»), первых советских КА с установленной оптико-электронной цифровой фотокамерой. Наличие цифровой фотокамеры позволяет КА Янтарь-4КС1М, как и прототипу, передавать оцифрованные изображения практически сразу после съёмки. До этого снимки на советских спутниках видовой разведки производились на широкоформатную плёнку, которая доставлялась на Землю в спускаемых аппаратах (СА) спустя несколько дней или недель с момента съёмки.
Разработан в «ЦСКБ-Прогресс» (г. Самара). Запускались с 1986 по 2000 годы.
Передача отснятых изображений производилась через спутники-ретрансляторы «Гейзер» (Поток).

## Разработка
Опыт эксплуатации КА «Янтарь-4КС1» («Терилен») показал, что значительная часть задач требует получения видеоданных с более высоким уровнем разрешения, а радиолиния излишне перегружена объемами передаваемой информации. Кроме того, американские спутники оптико-электронной разведки KH-11 KENNAN, используемые с 1976 года, обладали лучшими характеристиками за счёт использования зеркальных телескопов, вместо линзовых, как на «Янтарь-4КС1». Поэтому, после окончания работ над «Териленом», ЦСКБ работало над более тяжёлой версией спутника «Янтарь-4КС2», предназначенной для вывода на орбиту с помощью РН «Зенит-2». Этот аппарат должен был соответствовать уровню КА Kennan.
После начала работ над «Янтарем-4КС2» инженеры ЦСКБ пришли к выводу о нецелесообразности создания такого КА на имеющейся конструктивной базе спутников серии «Янтарь». Поэтому 1 июня 1983 г. работы по системе «Янтарь-4КС2» прекратились, а накопленный научно-технический задел был использован для КА «Янтарь-4КС1М». Для экономии затрат и времени на разработку новый спутник строился на базе предыдущего аппарата. Это также позволило продолжать использовать серийный носитель «Союз-У» для выведения нового спутника на орбиту.

## Характеристики
КА «Янтарь-4КС1М» превосходил предшественника «Янтарь-4КС1» по следующим параметрам:
- разрешение новой матрицы ПЗС стало выше за счёт использования уменьшенных в 2,5 раза фоточувствительных элементов. Таким образом, разрешение изображений заметно улучшилось;
- были внедрены новые методы сжатия цифровой информации, что позволило значительно сократить объем передаваемой информации без ухудшения качества изображений, а также увеличить площадь наблюдаемых территорий. Используя дифференциально-импульсную кодовую модуляцию, вместо 10 разрядов передавались лишь часть из них, в зависимости от принятого коэффициента сжатия;
- Изменился метод смены экспозиции с механического на электронный;
- Была улучшена аппаратура инфракрасного наблюдения;
- САС был увеличен до полугода. Реальный срок службы на орбите у КА «Неман» составлял от 240—300 суток (у первых запущенных КА серии), до года и более — у последних (у Космос 2359 — 380 суток). Срок службы КА «Терилен» — 170—200 суток[3][1].

Стоимость одного КА «Неман» около 20 млн рублей, что в пять раз меньше стоимости его основного конкурента КА «Аракс» производства НПО им. Лавочкина. С другой стороны, последний имеет несколько лучшие характеристики и служит втрое-вчетверо дольше.

## Эксплуатация
Первый запуск «Янтаря-4КС1М» для ЛКИ был осуществлен 7 февраля 1986 года. Постановлением ЦК КПСС и Совета Министров СССР от 17 марта 1989 года космический комплекс «Янтарь-4КС1М» был принят в эксплуатацию. Летные испытания ИК-аппаратуры «Изумруд-М» проводились на серийных КА «Янтарь-4КС1М» № 4 и № 6 в 1990—1991 годах, после чего она также была принята в штатную эксплуатацию.
Всего было осуществлено 15 полетов этого аппарата. Последний запуск состоялся в 2000 году.

## Список запусков КА «Неман»
Так как КА Янтарь-4КС1 «Терилен» и его усовершенствованная модификация КА Янтарь-4КС1М «Неман» в течение некоторого времени запускались поочерёдно, они приведены в одной таблице.
| Список запусков КА Янтарь-4КС1 «Терилен» и КА Янтарь-4КС1М «Неман» | Список запусков КА Янтарь-4КС1 «Терилен» и КА Янтарь-4КС1М «Неман» | Список запусков КА Янтарь-4КС1 «Терилен» и КА Янтарь-4КС1М «Неман» | Список запусков КА Янтарь-4КС1 «Терилен» и КА Янтарь-4КС1М «Неман» | Список запусков КА Янтарь-4КС1 «Терилен» и КА Янтарь-4КС1М «Неман» | Список запусков КА Янтарь-4КС1 «Терилен» и КА Янтарь-4КС1М «Неман» | Список запусков КА Янтарь-4КС1 «Терилен» и КА Янтарь-4КС1М «Неман» | Список запусков КА Янтарь-4КС1 «Терилен» и КА Янтарь-4КС1М «Неман» |
| Обозначение                                                        | Тип                                                                | Время запуска (GMT)                                                | Ракета-носитель                                                    | SCN/NSSDC ID                                                       | Сведён с орбиты/Разрушился                                         | Срок службы, дней                                                  | Серийный номер, примечания                                         |
| ------------------------------------------------------------------ | ------------------------------------------------------------------ | ------------------------------------------------------------------ | ------------------------------------------------------------------ | ------------------------------------------------------------------ | ------------------------------------------------------------------ | ------------------------------------------------------------------ | ------------------------------------------------------------------ |
| Космос-1426                                                        | Терилен № 11                                                       | 28.12.1982                                                         | Союз-У                                                             | 13745 / 1982-120A                                                  | 05.03.1983                                                         | 67                                                                 | Первый спутник серии «Терилен»                                     |
| Космос-1552                                                        | Терилен № 13                                                       | 14.05.1984                                                         | Союз-У                                                             | 14971 / 1984-045A                                                  | 03.11.1984                                                         | 173                                                                |                                                                    |
| Космос-1643                                                        | Терилен №                                                          | 25.03.1985                                                         | Союз-У                                                             | 15634 / 1985-026A                                                  | 18.10.1985                                                         | 207                                                                |                                                                    |
| Космос-1731                                                        | Неман № 11                                                         | 07.02.1986                                                         | Союз-У                                                             | 16589 / 1986-013A                                                  | 03.10.1986                                                         | 238                                                                | Первый спутник серии «Неман»                                       |
| Космос-1770                                                        | Терилен №                                                          | 06.08.1986                                                         | Союз-У                                                             | 16897 / 1986-060A                                                  | 02.02.1987                                                         | 180                                                                |                                                                    |
| Космос-1810                                                        | Неман № 12                                                         | 26.12.1986                                                         | Союз-У                                                             | 17262 / 1986-102A                                                  | 11.09.1987                                                         | 259                                                                |                                                                    |
| Космос-1836                                                        | Терилен №                                                          | 16.04.1987                                                         | Союз-У                                                             | 17876 / 1987-033A                                                  | 02.12.1987                                                         | 230                                                                |                                                                    |
| Космос-1881                                                        | Терилен №                                                          | 11.09.1987                                                         | Союз-У                                                             | 18343 / 1987-076A                                                  | 30.03.1988                                                         | 201                                                                |                                                                    |
| Космос-1936                                                        | Терилен №                                                          | 30.03.1988                                                         | Союз-У                                                             | 19015 / 1988-027A                                                  | 18.05.1988                                                         | 49                                                                 |                                                                    |
| Космос-(1958)                                                      | Терилен №                                                          | 09.07.1988                                                         | Союз-У                                                             |                                                                    |                                                                    |                                                                    | Неудача                                                            |
| Космос-(1979)                                                      | Неман № 13                                                         | 11.11.1988                                                         | Союз-У                                                             |                                                                    |                                                                    |                                                                    | Неудача                                                            |
| Космос-2007                                                        | Терилен №                                                          | 23.03.1989                                                         | Союз-У                                                             | 19900 / 1989-024A                                                  | 22.09.1989                                                         | 183                                                                | Последний спутник серии «Терилен»                                  |
| Космос-2049                                                        | Неман № 15                                                         | 17.11.1989                                                         | Союз-У                                                             | 20320 / 1989-088A                                                  | 19.06.1990                                                         | 214                                                                |                                                                    |
| Космос-2072                                                        | Неман № 14                                                         | 14.04.1990                                                         | Союз-У                                                             | 20568 / 1990-033A                                                  | 22.11.1990                                                         | 223                                                                |                                                                    |
| Космос-2113                                                        | Неман № 19                                                         | 21.12.1990                                                         | Союз-У                                                             | 21026 / 1990-113A                                                  | 11.06.1991                                                         | 172                                                                |                                                                    |
| Космос 2153                                                        | Неман № 16                                                         | 10.07.1991                                                         | Союз-У                                                             | 21560 / 1991-049A                                                  | 13.03.1992                                                         | 247                                                                |                                                                    |
| Космос 2183                                                        | Неман № 18                                                         | 08.04.1992                                                         | Союз-У                                                             | 21928 / 1992-018A                                                  | 16.02.1993                                                         | 314                                                                |                                                                    |
| Космос 2223                                                        | Неман № 20                                                         | 09.12.1992                                                         | Союз-У                                                             | 22260 / 1992-087A                                                  | 16.12.1993                                                         | 372                                                                |                                                                    |
| Космос 2267                                                        | Неман № 17                                                         | 05.11.1993                                                         | Союз-У                                                             | 22904 / 1993-071A                                                  | 28.12.1994                                                         | 418                                                                |                                                                    |
| Космос 2280                                                        | Неман № 23                                                         | 28.04.1994                                                         | Союз-У                                                             | 23095 / 1994-025A                                                  | 10.03.1995                                                         | 309                                                                |                                                                    |
| Космос 2305                                                        | Неман № 21                                                         | 29.12.1994                                                         | Союз-У                                                             | 23453 / 1994-088A                                                  | 18.12.1995                                                         | 354                                                                |                                                                    |
| Космос 2320                                                        | Неман № 22                                                         | 29.09.1995                                                         | Союз-У                                                             | 23674 / 1995-051A                                                  | 28.09.1996                                                         | 365                                                                |                                                                    |
| Космос 2359                                                        | Неман № 24                                                         | 25.06.1998                                                         | Союз-У                                                             | 25376 / 1998-039A                                                  | 12.07.1999                                                         | 382                                                                |                                                                    |
| Космос 2370                                                        | Неман № 25                                                         | 03.05.2000                                                         | Союз-У                                                             | 26354 / 2000-023A                                                  | 04.05.2001                                                         | 366                                                                |                                                                    |